# ÖBB Catenary, Multi und TransportCrafter 15.4 E3
Die P&T Catenary Crafter Typ 1 und Typ 2, MultiCrafter sowie TransportCrafter sind Bahndienstfahrzeuge der Österreichischen Bundesbahnen und bauen auf dem E3 Konzept von Plasser & Theurer auf.

## Geschichte
Die gestiegenen Arbeitsanforderungen sowie die veränderten Einsatzbedingungen erforderten für die Bestellung neuer, schnellerer und multifunktionaler Arbeitsfahrzeuge als Ersatz für die alten, in die Jahre gekommenen Instandhaltungsfahrzeuge. Die Geschwindigkeit wird 120 km/h betragen, um schnell an jedem Einsatzort im Netz sein zu können. Diese Anforderungen konnten durch die Erfahrungen von Plasser & Theurer mit dem E3-Konzept umgesetzt werden. Die Plattform für die neuen Fahrzeuge wurde in Modulbauweise realisiert.

## Varianten
Folgende Varianten wurden bestellt:
- P&T CatenaryCrafter 15.4 E3 Typ 1 für die Instandhaltung der Oberleitung
- P&T CatenaryCrafter 15.4 E3 Typ 2 für die Instandhaltung der Oberleitung
- P&T MultiCrafter 15.4 E3 Typ 3 für die Oberbauinstandhaltung
- sowie P&T TransportCrafter 15.4 (Steuerwagen) kompatibel zu den oben genannten Varianten.

## Einsatz
Die Fahrzeuge werden nach der Zulassung österreichweit für die ÖBB-Infrastruktur im Einsatz sein.
Das erste Fahrzeug ein CatenaryCrafter Typ 1 wurde im Frühling 2023 fertiggestellt und hat die Fahrzeugnummer A-ÖBB 99 81 9131 200-3.